# Instituto Nacional de la Seguridad Social
El Instituto Nacional de la Seguridad Social (INSS) es la entidad de la Seguridad Social de España que gestiona y administra las prestaciones económicas más importantes del Sistema de Seguridad Social. Con personalidad jurídica propia, se rige por los principios de simplificación, racionalización, transparencia, economía de costes, solidaridad financiera y unidad de caja, eficacia social y descentralización, y está tutelada por el Ministerio de Inclusión, Seguridad Social y Migraciones, a través de la Secretaría de Estado de la Seguridad Social.
Fue creado en noviembre de 1978 por el Real Decreto-ley 36/1978, de 16 de noviembre, sobre gestión institucional de la Seguridad Social, la salud y el empleo. Tiene una Dirección General, ubicada en la capital de España, y 52 direcciones provinciales, ubicadas en cada una de las provincias españolas y en las ciudades de Ceuta y Melilla.

## Competencias
El reconocimiento y control del derecho a las prestaciones económicas del Sistema de la Seguridad Social, en su modalidad contributiva (sin perjuicio de las competencias atribuidas al SPEE en materia de prestaciones por desempleo y al ISM relación con el Régimen Especial de los Trabajadores del Mar):
- Jubilación.
- Incapacidad permanente.
- Muerte y supervivencia
- Incapacidad temporal.
- Maternidad y Paternidad.
- Riesgo durante el embarazo y riesgo durante la lactancia natural.
- Cuidado de menores afectados por cáncer u otra enfermedad grave.
- Indemnizaciones económicas derivadas de lesiones permanentes no invalidantes.
- Seguro escolar.
- El reconocimiento y control de las prestaciones familiares (por hijo o menor acogido a cargo; nacimiento o adopción de hijo, en supuestos de familias numerosas, monoparentales y en los casos de madres discapacitadas; y por parto múltiple) de modalidad no contributiva.
- El reconocimiento y control de la condición de persona asegurada y beneficiaria, ya sea como titular, familiar o asimilado, a efectos de su cobertura sanitaria.
- En el ámbito internacional, la participación, en la medida y con el alcance que se le atribuya por el Ministerio de Empleo y Seguridad Social, en la negociación y ejecución de los Convenios Internacionales de Seguridad Social, así como la pertenencia a asociaciones y Organismos internacionales.
- La gestión del Fondo Especial de Mutualidades de Funcionarios de la Seguridad Social.
- La gestión y funcionamiento del Registro de Prestaciones Sociales Públicas.
- La gestión de las prestaciones económicas y sociales del síndrome tóxico.
- La gestión ordinaria de sus recursos humanos, en la medida y con el alcance que determine el Ministerio de Empleo y Seguridad Social.
- La gestión ordinaria de los medios materiales asignados a su misión.
- La realización de cuantas otras funciones le estén atribuidas legal o reglamentariamente, o le sean encomendadas por el Ministerio de Empleo y Seguridad Social.

## CAISS: Centros de atención e información de la Seguridad Social
Dispone de una extensa red de centros de atención e información, denominados CAISS (Centros de atención e información de la Seguridad Social), oficinas del Instituto Nacional de la Seguridad Social Española cuya misión principal es la de atención e información al ciudadano de las prestaciones de la Seguridad Social. Alguna de dichas oficinas asumen hoy día tareas de gestión y trámite de prestaciones económicas de la Seguridad Social (maternidad, paternidad, incapacidad temporal, etc) y otras no económicas como el derecho a la asistencia sanitaria.

## Lista de directores generales
- Carmela Armesto Gonzalez-Rosón (2020-)
- María Gloria Redondo Rincón (2018-2020)
- Paula Roch Heredia (2017-2018)
- María Eugenia Martín Mendizábal (2012-2017)
- José Antonio Panizo Robles (2011-2012)
- Fidel Ferreras Alonso (2004-2011)
- Rafael Mateos Carrasco (2000-2004)
- Francisco Gómez Ferreiro (2000)
- María Eugenia Martín Mendizábal (1997-2000)
- Julio Gómez-Pomar Rodríguez (1996-1997)
- Fidel Ferreras Alonso (1993-1996)
- Constantino Méndez Martínez (1987-1993)
- Carlos Solinis Laredo (1984-1987)
- Bernardo Fernández Fernández (1982-1984)
- José Sánchez Bernal (1981-1982)
- Francisco Arance Sánchez (1980-1981)
- Jesús Silva Porto (1979-1980)